# Ozbrojený vrtulník

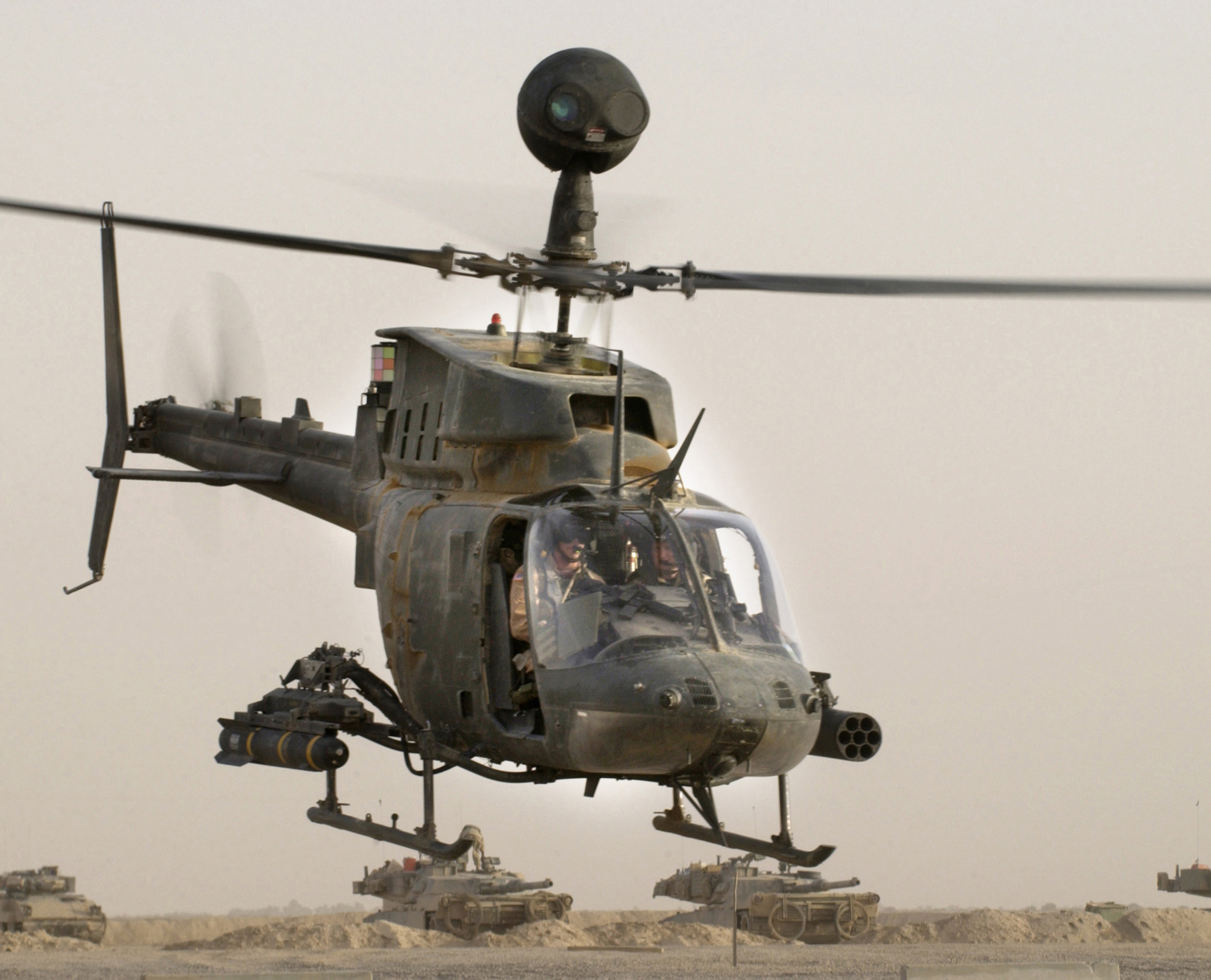
Bell OH-58 Kiowa americké 1. pěší divize v Iráku v roce 2004

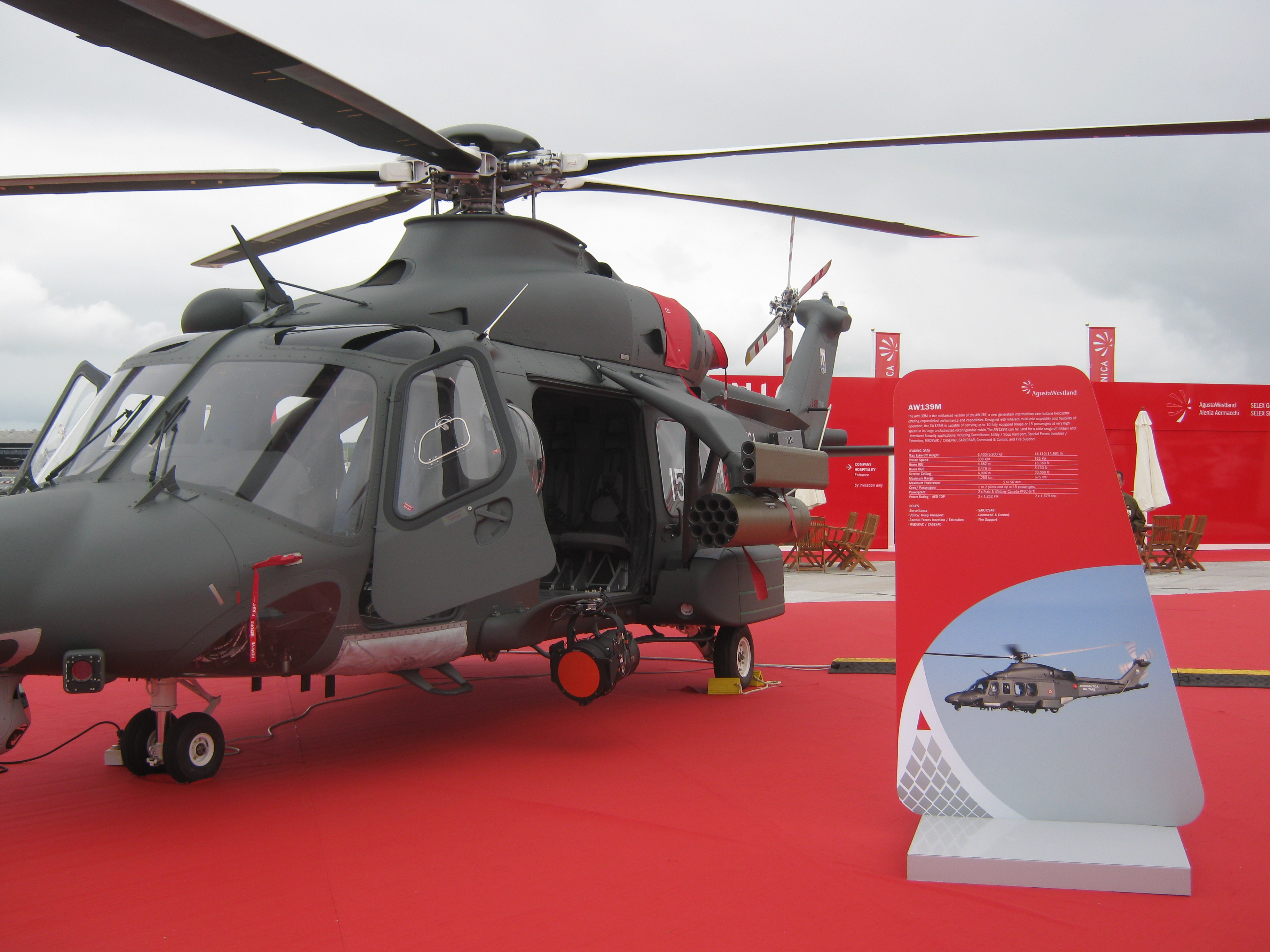
AW139M s podvěsy pro neřízené rakety ráže 70 mm

Ozbrojený vrtulník je vojenský vrtulník, který lze využívat k přepravě a dalším úkolům, ale v případě potřeby může být nasazen jako bojový prostředek. Charakteristickým znakem ozbrojených vrtulníků je víceúčelovost a nižší pořizovací i provozní náklady ve srovnání s bitevními vrtulníky. Letečtí výrobci nabízejí možnost dovybavit výzbrojí většinu moderních transportních i lehkých vrtulníků, přičemž vojenské plány počítají s nasazením ozbrojených vrtulníků v asymetrických konfliktech. Co do rozšíření a počtu prodaných kusů převažují víceúčelové ozbrojené vrtulníky nad bitevními – v roce 2012 se ve výzbroji armád 72 zemí nacházelo celkem 2800 bitevních vrtulníků, zatímco víceúčelové ozbrojené typy provozovalo v počtu 3330 kusů 92 států.

## Historie
Ozbrojené vrtulníky vznikly jako samostatná kategorie v polovině 50. let během války v Alžírsku, kdy Francouzi nasadili proti povstaleckým jednotkám vrtulníky Sud-Ouest Djinn a Bell OH-13, provizorně vyzbrojené neřízenými raketami. Američané využili francouzských zkušeností při vyzbrojování vlastních vrtulníků, které vyústilo v úspěšné nasazení bitevních vrtulníků Bell AH-1 Cobra a víceúčelových ozbrojených strojů Bell UH-1 Iroquois s neřízenými raketami a kulomety M60 během války ve Vietnamu. Sovětský svaz přišel s ozbrojenou verzí vrtulníků Mil Mi-4 (Mi-4AV), které byly mimo jiné nasazeny ve službách Kuby proti invazi v zátoce Sviní. Bojové zkušenosti z Vietnamu ukázaly, že nejefektivnější pokrytí spektra úkolů zajistí kombinace transportních, průzkumných, ozbrojených a bitevních vrtulníků. Postupně tak došlo ke vzniku dvou typů ozbrojených vrtulníků – lehkých pozorovacích, používaných k průzkumu bojiště, a útočných, určených k boji s nepřátelskou pěchotou i obrněnou technikou. Spojené státy zavedly do výzbroje naváděcí a lehce ozbrojené helikoptéry Bell OH-58 Kiowa, které byly posléze dovybaveny protitankovými řízenými střelami BGM-71 TOW. Dalším vývojem došlo ke vzniku víceúčelových vrtulníků, které kombinují vlastnosti průzkumných, ozbrojených i transportních strojů. Jednalo se především o evropské typy MBB Bo 105, AgustaWestland AW109, Aérospatiale Gazelle a Westland Lynx. Sovětský svaz po neúspěšném pokusu vyzbrojit vrtulníky Mil Mi-2 zavedl (kromě „čistokrevných“ bitevních vrtulníků Mil Mi-24) také vyzbrojené varianty Mil Mi-8, největší a nejsilnější ozbrojené vrtulníky, které v současnosti představují asi 40 procent světové flotily ozbrojených vrtulníků. Dalšími v pořadí je typová řada MD 500 Defender a OH-58 Kiowa.